# Angela Hunt
Angela Elwell Hunt (20 de diciembre de 1957 en Winter Haven, Florida) es una novelista estadounidense. Entre su bibliografía más destacada se encuentran obras como The Tale of Three Trees, The Debt y The Note entre otras.

## Biografía

### Trayectoria
Hunt nació en Winter Haven y se crio en el condado de Brevard, Florida. Se graduó en 1975 en el instituto Rockledge High School donde fue una de las primeras "Debutantes prolíficas" en aquel año.[cita requerida] Posteriormente estudiaría literatura inglesa y música en Liberty University, Virginia graduándose con honores. En 1983 empezaría su carrera como escritora freelance. A finales de los años 80 ganó una competición literaria nacional junto a un amigo tras redactar un manuscrito. En 1988 publicó su primer libro.
A lo largo de su trayectoria ha escrito un centenar de libros siendo la mayor parte de temática cristiana. Según sus palabras "las novelas tocan temas diversos como la clonación, la inmortalidad, salud, ángeles y temas familiares como el maltrato domestico, el divorcio y la adopción entre otros".
Una de sus novelas: The Note fue adaptada al cine en 2007. En el año 2000 obtuvo los premios Angel Award y Christy Award por Dawn's Early Light y en 2006 el Romantic Times BookClub Lifetime Achievment Award. Otras tres novelas fueron nominadas a un premio RITA. Con The True Teller obtuvo el Holt Medallion a la Mejor Novela de Ficción, y The Face fue publicada en el listado de Publisher's Weekly de las Mejores Novelas del Año.
Aparte de su trabajo como escritora, ha asistido a varias conferencias sobre literatura a lo largo de la geografía estadounidense.
En 2013 hizo de su principal afición, una segunda carrera como fotógrafa. En esta materia ejerce como voluntaria para un refugio de animales.
En 2006 obtuvo un máster en teología y dos años después terminó su doctorado de estudios bíblicos.

### Vida personal
Hunt contrajo matrimonio con el reverendo bautista Gary Hunt, con quien tuvo dos hijos: un niño y una niña y con los que vive en Seminole, Florida.